# Patricio Jerez Aguayo
Patricio Felipe Jerez Aguayo (Concepción, Chile, 29 de junio de 1987) es un futbolista chileno. Juega de Defensa en Fernández Vial de la Segunda División Profesional de Chile.

## Carrera
Realizó toda sus series menores en Club Deportivo Huachipato hasta pasar al primer equipo y ser parte del plantel profesional durante los ańos 2006 y 2007, siendo considerado en varias oportunidades por sus entrenadores de turno , luego pasa al Club Deportes Valdivia de la tercera división del Fútbol Chileno esto durante el ańo 2008, el año 2009 se suma al Club Deportivo Trasandino de los Andes , siendo este año el goleador de su equipo, el 
año 2010 firma contrato por Deportes Iberia siendo este su último equipo en la Tercera división . El año 2011 llega a Deportes Concepción, mismo ańo que integra la Selección Nacional de Fútbol de la Primera B del Fútbol Chileno . El año 2012 sigue perteneciendo a Deportes Concepción, peleando por un cupo a la primera división hasta la última fecha del torneo.

## Clubes
| Club                | País  | Año       |
| ------------------- | ----- | --------- |
| Huachipato B        | Chile | 2006-2007 |
| Huachipato          | Chile | 2007      |
| Deportes Valdivia   | Chile | 2008      |
| Trasandino          | Chile | 2009      |
| Iberia              | Chile | 2010      |
| Deportes Concepción | Chile | 2011-2012 |
| Cobresal            | Chile | 2013-2017 |
| Deportes Temuco     | Chile | 2018-2019 |
| Deportes Valdivia   | Chile | 2019      |
| Deportes Temuco     | Chile | 2020-2021 |
| Fernández Vial      | Chile | 2021-2022 |
| Fernández Vial      | Chile | 2024-     |

## Palmarés

### Campeonatos nacionales
| Título           | Club     | País  | Año    |
| ---------------- | -------- | ----- | ------ |
| Primera División | Cobresal | Chile | 2015-C |